# Cantone di Ploudiry
Il Cantone di Ploudiry era una divisione amministrativa dell'arrondissement di Brest.
A seguito della riforma approvata con decreto del 13 febbraio 2014, che ha avuto attuazione dopo le elezioni dipartimentali del 2015, è stato soppresso.
Comprendeva i comuni di:
- Lanneuffret
- Loc-Eguiner
- La Martyre
- Ploudiry
- La Roche-Maurice
- Tréflévénez
- Le Tréhou